# Pogromy Żydów na Ukrainie (1918–1920)

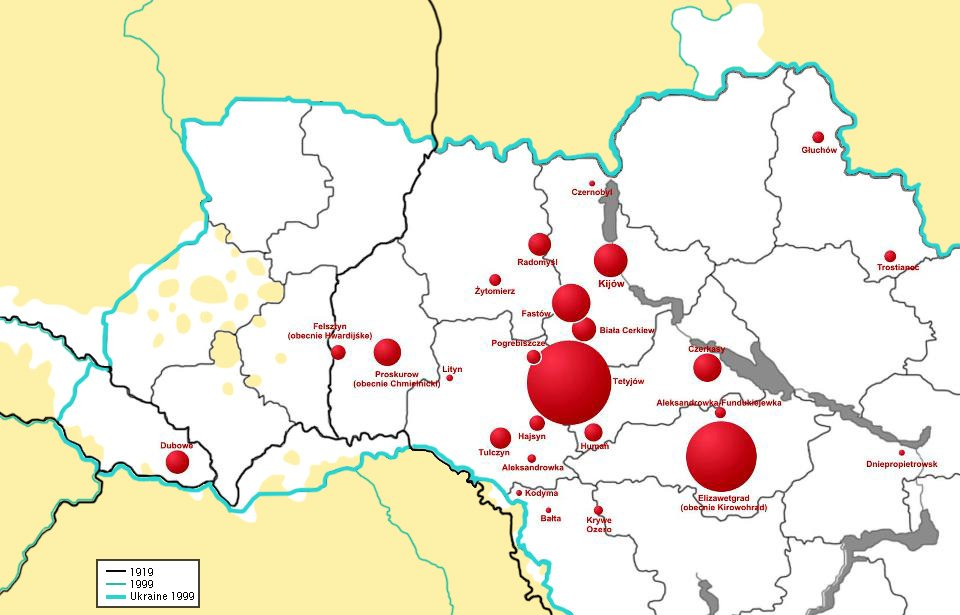
Lokalizacja wybranych pogromów Żydów na Ukrainie w latach 1918–1920 z uwzględnieniem liczby ofiar. Infografika oparta na tabeli w dalszej części hasła

Pogromy Żydów na Ukrainie (1918–1920) – fala masowych mordów żydowskiej ludności cywilnej na terenie Ukrainy podczas wojny ukraińsko-radzieckiej oraz wojny domowej w Rosji między siłami Białych a bolszewikami, jak również, w znacznie mniejszym stopniu, podczas wojny polsko-ukraińskiej. W latach 1918–1920 doszło do 1500 pogromów w ponad 1300 miejscowościach, w których zamordowano od 50 do 250 tysięcy Żydów (wliczając ofiary głodu i epidemii wywołane masową grabieżą i dewastacją mienia) z ok. 1,7 miliona ówczesnej populacji żydowskiej Ukrainy, a kilkadziesiąt tysięcy zostało rannych. Wszystkie siły zbrojne działające na Ukrainie dopuściły się mordów, w szczególności wojska ukraińskie i Siły Zbrojne Południa Rosji.
Szacuje się, że straty materialne dotknęły ponad miliona osób, 50-300 tysięcy dzieci zostało osieroconych, a pół miliona wypędzono z domów lub je opuściło.

## Tło historyczne

### Sytuacja Żydów w Imperium Rosyjskim przed pogromami
Od 1791 roku Żydom zamieszkującym Imperium Rosyjskie wolno było mieszkać prawie wyłącznie w strefie osiedlenia, w zachodniej części państwa. Funkcjonował również zakaz zajmowania stanowisk państwowych i publicznych. W latach 1881–1884 oraz 1903–1906 miały miejsce rozległe fale pogromów.
Podczas I wojny światowej w Armii Imperium Rosyjskiego walczyło prawie pół miliona Żydów. Jednak rosyjskie dowództwo armii było wobec Żydów uprzedzone. Według historyka O. Budnickiego, oficerów w akademiach przekonywano, że Żydzi podważają moc cara, obwiniano ich o nieuznawanie Boga w Jezusie z Nazaretu i – wskazując na odrębność strojów, praktykę religijną oraz własny język – stygmatyzowano ich jako obcych. Podczas wojny ludność obwiniała kolektywnie Żydów o powodowanie niedoborów żywności i inflacji cen, czy np. o szerzenie plotek o braku broni, choć była to jedna z najbardziej powszechnie znanych tajemnic publicznych. Sytuację komplikowało powstanie w Niemczech „Niemieckiego Komitetu Wyzwolenia Rosyjskich Żydów”, którego założyciele postrzegali wojnę z Rosją jako metodę wyzwolenia rosyjskich Żydów od carskiego despotyzmu.
Podczas wycofywania się w 1915 roku oddziałów rosyjskich z Królestwa Kongresowego pod naporem armii Państw Centralnych, dowództwo zbrojne deportowało 250 tysięcy Żydów w głąb Rosji. Do tej liczby dołączyło 350 tysięcy dalszych uchodźców. Często dochodziło do grabieży ich mienia. W nowych siedzibach przybysze nie otrzymali zabezpieczeń prawnych.
Czynnikiem silnie osłabiającym możliwości obrony Żydów był brak własnego państwa, a zwłaszcza armii. Rozproszenie ludności po terytoriach kilku krajów i podział sił podczas I wojny światowej sprawiły, że Żydzi znaleźli się po różnych stronach frontu. Po każdej z tych stron byli kolektywnie oskarżani o sprzyjanie przeciwnikowi, w tym szpiegowanie na rzecz jego armii. Podejrzanych o szpiegostwo zwykle wieszano bez procesu. Według historyka Petera Keneza, większość oskarżeń o dezercję, już po straceniu, okazywała się jednak fałszywa. Wzniecenie atmosfery stygmatyzacji sprawiło, że podczas wycofywania się oddziałów rosyjskich z rejonu Tarnopola latem 1917 roku, doszło do pogromów m.in. w Stanisławowie, Czerniowcach i Tarnopolu.
Po obaleniu caratu, 2 kwietnia 1917 roku Rząd Tymczasowy A. Kiereńskiego zniósł funkcjonującą przez 126 lat Strefę osiedlenia i restrykcje wobec mniejszości narodowych i religijnych. Decyzje te zaowocowały nie tylko rozkwitem żydowskiego życia kulturalnego i politycznego, ale i sprawiły, że Żydzi z ogromnym entuzjazmem poparli rząd Kiereńskiego. W tym czasie najbardziej popieranym ruchem politycznym był syjonizm, do którego zapisanych było 300 tysięcy członków. Do socjalistycznego Bundu w 1917 roku należało 34 tysięcy osób. W tym samym czasie poparcie dla komunizmu było nikłe: spis partyjny z 1922 roku wykazał, że przed rokiem 1917 tylko 958 członków było żydowskiego pochodzenia. Wprawdzie wśród samych komunistów była nadreprezentacja Żydów, jednak Żydzi w swojej masie nie mieli powodów do popierania komunizmu: rząd Kiereńskiego, nadający im równouprawnienie i spoglądający przychylnie na ich rozwój kulturowy, całkowicie ich satysfakcjonował, zaś komunizm jako ideologia ateistyczna i przeciwna prywatnej przedsiębiorczości godziła w judaizm oraz w sposób utrzymywania się większości Żydów.

## Pierwsze znaczne pogromy (1917–1918)
Bezpośrednim skutkiem rewolucji październikowej w 1917 roku była destabilizacja wewnętrzna Rosji. Pomiędzy listopadem a grudniem doszło do pogromów i ekscesów antyżydowskich w sześćdziesięciu miejscowościach, w tym w Benderach, Tyraspolu, Charkowie, Kijowie i Witebsku. Niespodziewane wyniesienie żydowskich komunistów na eksponowane stanowiska władzy sowieckiej dodatkowo rozjątrzyło sentymenty antyżydowskie. W obwodach, gdzie żydowscy mieszkańcy stanowili większość, ich wyraźna reprezentacja we władzach przyczyniała się do wzrostu niechęci wśród nieżydowskich mieszkańców, którzy często bunt przeciw decyzjom bolszewików przenosili na ogół Żydów.
Z kolei komuniści w zbiorowości żydowskiej widzieli burżuazję, klasę, z którą walczyli. Podczas wycofywania się Armii Czerwonej z guberni czernihowskiej pod naporem Niemców wiosną 1918 roku wojska bolszewickie, motywując się „walką z burżuazją”, dokonały pogromów na Żydach, m.in. w Czernihowie i Głuchowie, gdzie w ciągu dwóch dni zamordowano około czterystu żydowskich mieszkańców.
W styczniu 1918 Centralna Rada proklamowała niepodległość Ukrainy. Z terytorium, które w późniejszym czasie wejdzie w skład ZSRR, najwięcej Żydów mieszkało właśnie na tym terenie (1,6 mln z 2,6 mln). Żydowska partia socjalistyczna Bund, która popierała ukraińską autonomię, tym razem sprzeciwiła się separacji od Rosji. Inne socjalistyczne partie wstrzymały się od głosu. Brak poparcia rozsierdził ukraiński ruch narodowy.
Już w środku miesiąca doszło do pogromów w Bracławiu, połączonego z grabieżą i podpaleniami. Z kolei 20 stycznia w Kijowie, podczas walk sił ukraińskich z sowieckimi, zabito ponad stu Żydów i splądrowano żydowskie sklepy.
W kwietniu 1918 w wyniku zamachu stanu w porozumieniu z Niemcami, władzę przejął gen. Pawło Skoropadski, a Ukraina funkcjonowała pod nazwą Państwa Ukraińskiego (Hetmanatu). W tym czasie władze wydawały proklamacje zbiorowo obwiniające Żydów za szerzenie antyniemieckich plotek i udział w czarnym rynku. W marcu 1918 w Kijowie, podczas przejmowania miasta przez siły ukraińsko-niemieckie, hajdamacy wyłapywali i rozstrzeliwali Żydów. Doszło również do mordów w Krzemieńczuku i Gogolewie.
W sumie w latach 1917–1918 doszło do 90 pogromów, głównie między sierpniem a październikiem 1917 oraz pomiędzy marcem a majem 1918.
Według P. Keneza, dawna carska Rosja po I wojnie światowej zbrutalizowała się, a z rozpoczęciem wojny domowej duże ilości broni dostały się w ręce nieregularnych sił zbrojnych. Na skutek słabości władzy cywilnej i upadku tradycyjnych więzów, Żydzi stali się szczególnym celem ataków. W nowej, XX-wiecznej wersji antysemityzmu, propagowano zarzut rzekomych intencji zapanowania nad światem (por. np. Protokoły mędrców Syjonu).
W listopadzie 1918 wybuchła wojna polsko-ukraińska. 21 listopada polskie oddziały pod dowództwem Czesława Mączyńskiego przejęły z rąk Armii Halickiej Lwów. Nazajutrz część żołnierzy, cywilów i ochotników milicji wszczęła pogrom ludności żydowskiej i ukraińskiej. Po trzech dniach fali przemocy spośród kilkuset ofiar, zginęło między 52 a 150 Żydów, około 450 odniosło rany, zaś około 500 domów mieszkalnych i sklepów splądrowano. Oddziały generała Józefa Hallera dokonały również pogromów w Samborze i Gródku Jagiellońskim.

## Dominacja pogromów ukraińskich (styczeń-lipiec 1919)

### Wprowadzenie
W listopadzie 1918 roku ukraiński Hetmanat został zastąpiony władzą Dyrektoriatu, zaś 22 stycznia 1919 Ukraińska Republika Ludowa połączyła się z Zachodnioukraińską Republiką Ludową. W lutym funkcję prezesa dyrektoriatu objął Symon Petlura. Jednocześnie począwszy od stycznia 1919 r. terytorium ukraińskie od wschodu przejmowała Armia Czerwona. Aby scalić wewnętrznie wojska, Dyrektoriat wykorzystał agitację antysemicką. W miejscach, w których ukraińscy nacjonaliści czuli się zagrożeni, na masową skalę wzniecano pogromy. Według historyka Davida Vitala, do lata 1919 różnorakie siły ukraińskie zamordowały ponad trzydzieści tysięcy żydowskich cywilów, nie wliczając w to dalszych ofiar, które w wyniku rabunku i plądrowania ginęły z powodu rozprzestrzeniania się głodu i chorób zakaźnych.

### Przebieg wybranych pogromów
| Pogromy o liczbie ofiar ponad 100 osób | Pogromy o liczbie ofiar ponad 100 osób | Pogromy o liczbie ofiar ponad 100 osób |
| Data                                   | Miejsce                                | Liczba ofiar                           |
| -------------------------------------- | -------------------------------------- | -------------------------------------- |
| 1918                                   |                                        |                                        |
| 7 III                                  | Głuchów                                | 400                                    |
| 1919                                   |                                        |                                        |
| II – IV                                | Bałta                                  | 100–120                                |
| 15 II                                  | Płoskirów                              | 1500–1600+                             |
| 18 II                                  | Felsztyn                               | 600                                    |
| 22-26 III                              | Żytomierz                              | 317                                    |
| II-V                                   | Czarnobyl                              | 150                                    |
| V                                      | Jekaterynosław                         | 150                                    |
| V                                      | Radomyśl                               | 400–1000                               |
| 10 V                                   | Krywe Ozero                            | 258                                    |
| 10-11 V                                | Trostianeć                             | 342–400+                               |
| 12 V                                   | Hajsyn                                 | 340                                    |
| 12-14 V                                | Humań                                  | 300–400                                |
| 14 V                                   | Lityn                                  | 120                                    |
| 15-22 V                                | Aleksandrowka                          | 211                                    |
| 15-17 V                                | Jelizawetgrad                          | 1300–3000                              |
| 18 V                                   | Kodyma                                 | 120                                    |
| 18-20 V                                | Aleksandrowka-Fundukiejewka            | 160+                                   |
| 16-20 V                                | Czerkasy                               | 700                                    |
| 17 IV                                  | Dubowo                                 | 300–800                                |
| 11 VII                                 | Tulczyn                                | 519                                    |
| 11 VIII                                | Jelizawietgrad                         | 1000                                   |
| VIII                                   | Czerkasy                               | 250                                    |
| 22 VIII                                | Pogrebiszcze                           | 350–400                                |
| 23-26 IX                               | Fastów                                 | 1300–1800                              |
| 16-20 X                                | Kijów                                  | 500–600                                |
| 1919-1920                              | Biała Cerkiew                          | 300–850                                |
| 1920                                   |                                        |                                        |
| 26 III                                 | Tetyjów                                | 4000–5000                              |

Przez połowę stycznia 1919 wojska atamana Kozyr-Zyrki stacjonujące w Owruczu zabiły 80 mieszkańców i splądrowały ok. 1200 domów. Zgromadzonych Żydów na rynku ataman obarczył winą „za bolszewizm” i zażądał wysokiego okupu. Pomimo uzbierania haraczu, rozkaz wstrzymania pogromu nie został usłuchany. Zajścia skończyły się dopiero z wycofaniem się wojsk atamana pod naporem bolszewików. W tym czasie w Żytomierzu żołnierze, do których dołączyli chłopi z okolicznych wiosek, wzniecili pogrom, zabijając 80 osób i plądrując mienie. Dwa miesiące później podczas przejmowania miasta przez wojska Dyrektoriatu, wśród żołnierzy rozpuszczono plotkę o rzekomym zamordowaniu 1300 chrześcijan przez Żydów. Jej kanwą było zabicie przez bolszewików 22 osób, wśród których były również ofiary żydowskie. Delegacja przedstawicieli miasta zdołała przekonać dowództwo, że oskarżenie jest fałszywe, jednak na przekonanie szeregowców było za późno. Pomimo ucieczki wielu Żydów z miasta, w trakcie trwającego pięć dni pogromu, zamordowano 317 osób, a wielu raniono. Gdyby nie postawa części chrześcijańskich mieszkańców, którzy udzielili wielu Żydom schronienia, liczba ofiar byłaby wyższa. Pogrom ustał wraz z ponownym natarciem 24 marca wojsk bolszewickich.
Lutowe masakry w Płoskirowie i przyległym Felsztynie w guberni podolskiej zaliczają się do najkrwawszych aktów przemocy antyżydowskiej w czasie wojny na Ukrainie. W Płoskirowie miejscowi komuniści zaplanowali na 15 lutego wzniecenie zbrojnego powstania. Mimo sprzeciwu żydowskich partii socjalistycznych i ostrzeżeń gwardii miejskiej oraz bez konsultacji z mieszkańcami, komuniści dokonali próby przewrotu. Zostali jednak szybko pokonani przez wojska kozackie. Szef stacjonującej brygady, ataman Iwan Semesenko, wydał wówczas mowę do żołnierzy, w której obwinił za zajścia Żydów, naznaczając ich epitetem „najniebezpieczniejszych wrogów Ukraińców i Kozaków”, i nakazując ich „wytępienie”. Kozacy wtargnęli do domów żydowskich i przez trzy godziny masakrowali całe rodziny. Wstrzymanie pogromu nastąpiło dzięki powiadomieniu o zajściach komendanta frontu. Zdołano jednak zadać śmierć 1200–1400 osobom, a spośród sześciuset rannych wkrótce umarło trzystu. W następnych dniach ataman wydawał proklamacje o retoryce antysemickiej i dopiero uzbieranie okupu oddaliło zagrożenie wznowienia pogromu.
Część komunistycznych rebeliantów usiłowała przejąć pobliski Felsztyn. Słysząc jednak o upadku powstania, rozpierzchli się. Epizod ten przeraził żydowskich mieszkańców miasteczka. 17 lutego kilkuset kozaków okrążyło Felsztyn i nazajutrz rano rozpętali masakrę. Żołnierze zabijali mieszkańców w domach lub po wyciągnięciu na ulicę, a domostwa i sklepy rabowali. Doszło również do licznych gwałtów. Według relacji świadka, szef biura poczty i telegrafu nie zareagował na zajścia, choć był ich świadom. Skutkiem trwającego kilka godzin pogromu życie straciło 600 z 1900 żydowskich mieszkańców miasteczka.
Pomiędzy lutym a kwietniem w rejonie Bałty toczyły się walki między kozakami a bolszewikami. Podczas każdego z ukraińskich przejęć dochodziło do pogromu. W sumie życie straciło 100-120 żydowskich mieszkańców, a dewastacji podległy prawie wszystkie domy i sklepy.
Nierzadko w jednym miejscu pogromy powtarzały się. Pomiędzy majem 1919 a marcem 1921 w Bracławiu doszło do 11-14 zamieszek, w których w sumie zginęło ponad 200 Żydów, a 1200 osób straciło dach nad głową. Z kolei podczas trwającej między 7 kwietnia a 2 maja atmosfery pogromowej w Czarnobylu, z rąk oddziałów chłopskich atamana Struka zginęło 150 żydowskich mieszkańców, a większość mienia zdewastowano. Zdarzało się również wyłapywanie żydowskich pasażerów statków. 7 kwietnia płynące po Dnieprze statki „Baron Ginsburg” i „Kozak” opanowali rebelianci atamana Klimenki. Około 100 Żydów oddzielono od pozostałych pasażerów i utopiono w rzece.
W maju doszło do wzmożenia przemocy. 10 maja we wsi Krywe Ozero w obwodzie mikołajowskim napastnicy pozbawili życia 258 osób, a 150 ranili. Szczególnym okrucieństwem wykazywały się bataliony Hryhorjewa. Pierwotnie uznawały one dowództwo Armii Czerwonej i wspólnie z jej oddziałami w marcu i kwietnia 1919 r. przeprowadził operację zdobycia Chersonia, Mikołajowa i Odessy, jednak z początkiem maja Hryhorjew zmienił stronę. Opublikował „Uniwersał”, w którym nawoływał do obalenia władzy sowieckiej, którą określił jako „obcokrajowców z Moskwy oraz kraju, gdzie ukrzyżowano Chrystusa”. W krótkim czasie jego oddziały dopuściły się szeregu masakr.
Po zajęciu 10 maja Trościańca na Podolu, żydowscy mężczyźni zostali spędzeni do budynku komisariatu. Jednocześnie na zebraniu rady miejskiej rzucono plotkę o rzekomym nadciąganiu odsieczy żydowskiej z okolic. Rozsierdzony tłum ruszył na budynek komisariatu, który ostrzelano i wrzucono do środka granaty, a następnie dobito rannych. Życie straciło od 342 do ponad 400 Żydów. Jednocześnie na mieście plądrowano mienie i gwałcono. W tym samym czasie w Aleksandrowce w guberni kijowskiej w wyniku rozpętania agitacji antyżydowskiej doszło do pogromu, który trwał między 15 a 22 maja. Oddziały Hryhorjewa razem z częścią okolicznej ludności zabiły tam ponad 210 mieszkańców. We wsi rozgorzał głód i epidemia tyfusu.
Do najkrwawszego pogromu tego okresu doszło w Jelizawietgradzie, który 10 maja przejęły oddziały Hryhorjewa. Na ulicach rozkolportowano jego „Uniwersał” i wszczęto agitację. 15 maja żołnierze rozpoczęli pogrom. W typowym przypadku grupa kilku żołnierzy, po wtargnięciu do domu, mordowała jego mieszkańców i łupiła wartościowe mienie. Następnie dom opanowywał tłum, który grabił resztę mienia, ładując je na wozy. W trwającej trzy doby rzezi zginęło od 1300 do 3000 osób, pomimo wielu przypadków ukrycia przez chrześcijan swoich żydowskich sąsiadów. Prawie wszyscy spośród 50 tysięcy żydowskich mieszkańców Jelizawietgradu zostali zepchnięci w stan nędzy. Szpitale były przepełnione rannymi. Pojawił się też głód. Pogrom ustał z ponownym przejęciem Jelizawietgradu przez wojska sowieckie. Podobny przebieg miał pogrom w Czerkasach, gdzie 15 maja oddziały Hryhorjewa zaczęły plądrować żydowskie domy, zabijając ich mieszkańców. Wkrótce do napastników dołączyła część mieszczan. Pomimo ukrywania Żydów przez część chrześcijańskich sąsiadów, w pięciodniowym pogromie życie straciło 700 osób.
Spośród innych pogromów dokonanych w maju przez oddziały Hryhorjewa należy wymienić masakry w Jekaterynosławiu (150 ofiar śmiertelnych), w Kodymie (120 ofiar; pogrom rozpoczął się od wtargnięcia kilkuset chłopów do dzielnicy ubogich Żydów) oraz Aleksandrowce-Fundukiejewce (ponad 160 ofiar).
W Humaniu 35 na 60 tysięcy mieszkańców stanowili Żydzi. W czasach carskich stanowiska administracyjne zajmowali jednak chrześcijanie. Nadejście rządów sowieckich w marcu 1919 sprawiło, że część Żydów dołączyła do władz. Ta zmiana spowodowała, że za radziecką politykę konfiskat żywności obwiniono zbiorowo Żydów. 10 maja wybuchło powstanie antysowieckie i wkrótce oddziały Hryhorjewa wraz z chłopami przejęli miasto. Zaczęto wyszukiwać w domach “komunistów”. W rzeczywistości mordowano przypadkowych Żydów, zaś nieżydowscy komuniści nie byli niepokojeni. W trwającym 10 dni pogromie życie straciło 300-400 osób. Część chrześcijańskich mieszkańców ukryła żydowskich sąsiadów. Doszło również do odmawiania sprzedaży Żydom żywności przez chłopów. Nieco podobna sytuacja była w wieloetnicznym, podolskim Litynie. Nadejście władzy sowieckiej otwarło Żydom możliwość dołączenia do władz, z czego część skorzystała. Jednak wśród mieszkańców nie odnotowano zatargów etnicznych. Gdy jednak 14 maja oddziały atamana Jakowa Szepela przejęły miasto, wszczęły pogrom, w którym zamordowano 100-120 osób. Odnotowano również odmawianie sprzedaży Żydom żywności przez chłopów.
12 maja do podolskiego Hajsyna weszły oddziały atamana Wołyńca wraz okolicznymi chłopami. W pogromie, którego dokonali, zginęło ok. 340-350 żydowskich mieszkańców miasteczka. Przemoc udało się powstrzymać dzięki apelacji rosyjskich intelektualistów w kwaterze głównej. Z kolei w okręgu Radomyśla chłopskie oddziały atamana Sokołowskiego wszczęły serię pogromów, w których zginęło od 400 do 1000 Żydów.
Najpoważniejszym pogromem dokonanym przez siły ukraińskie w lipcu była masakra w Tulczynie. 14 lipca napastnicy pozbawili życia 519 żydowskich mieszkańców tej miejscowości. Z kolei wejście oddziałów atamana Kozakowa do podolskiego Hołoskowa kosztowało życie 95 Żydów, a większość osady zdewastowano. Pod koniec miesiąca okrążony został ponownie Humań. 29 lipca grupa hajdamaków weszła do miasta i wszczęła pogrom, zabijając 150 osób.
W miejscowości Pohrebyszcze funkcjonował żydowski oddział samoobrony. Gdy jednak 18 sierpnia wkroczyły doń chłopskie oddziały atamana „Zelenego”, opór załamał się. Grupy zbrojne wdarły się do Pohrebyszcza i w przeciągu kilku godzin pozbawiły życia 350-400 jego żydowskich mieszkańców. W tym samym miesiącu w miejscowości Justyngrad-Sokołowka oddział atamana „Zelenego” uprowadził 150 Żydów, żądając za uwolnienie wysokiego okupu. Nie udało się uzbierać żądanej kwoty i niemal wszyscy zakładnicy zostali zabici.

## Dominacja pogromów sił Białych (wrzesień 1919 – marzec 1920)

### Wprowadzenie
Wielu Żydów sprzeciwiało się kolektywizacji i wiązało swe nadzieje z nadejściem Białych. Doświadczeni ukraińskimi pogromami, skłonni byli zrezygnować z autonomii na rzecz znośnego życia i powrotu rządów prawa.
Jednak armię Białych, zwaną również Armią Ochotniczą, łączyły zakorzenione uprzedzenia antysemickie. Środowisko to sprzeciwiało się ustanowionemu w 1917 roku równouprawnieniu mniejszości. W ich mniemaniu, Żydzi byli odpowiedzialni za upadek caratu i jako całość popierali bolszewizm, zaś Protokoły mędrców Syjonu były szeroko rozpowszechnione wśród oficerów. Agencja propagandy Armii Ochotniczej pod dowództwem Konstantina Sokołowa rozpowszechniała plotki o Żydach strzelających z okien budynków do wycofujących się żołnierzy i o rzekomych żydowskich pułkach. Antysemityzm środowiska Białych wspierany był przez znaczną część kleru prawosławnego, który widział w Żydach bezbożników, chcących przejąć władzę na Świętej Rusi. Natomiast patriarcha moskiewski i całej Rusi Tichon, zwierzchnik Rosyjskiego Kościoła Prawosławnego, jednoznacznie potępił pogromy. W liście pasterskim z 21 lipca 1919 roku pisał, że gwałty na Żydach są „hańbą dla ich sprawców, hańbą dla Kościoła Świętego”.
Jednak największy udział w masakrach z rąk Armii Ochotniczej miały oddziały kozackie, zwłaszcza Kozaków tereckich. Pogromów dokonywano głównie celem grabieży oraz pod wpływem zbiorowego obwiniania Żydów za niepowodzenia w bojach.
Armia Ochotnicza kontrolowała ziemie ukraińskie między latem 1919 a wiosną 1920. Po prawie każdym przejęciu miasta przez oddziały Białych dochodziło do pogromu jego żydowskich mieszkańców. Do szczególnego nasilenia przemocy doszło na przełomie września i października oraz zimą, podczas odwrotu armii Białych pod naporem bolszewików.

### Przebieg wybranych pogromów
We wrześniu 1919 do podkijowskiego Fastowa wkroczyły kozackie oddziały Armii Ochotniczej. Pomiędzy 23 a 26 września dokonały one masakry Żydów, w której straciło życie 1300-1800 osób. Wiele rodzin spalono żywcem we własnych domach. Pozbawiano życia również dzieci oraz ukrywających się w synagogach. Doszło też do gwałtów zbiorowych i grabieży. Władze wojskowe nakazały wstrzymanie pogromu, jednak dzielnica żydowska miasta została zrujnowana.
Trzy tygodnie później siły Armii Ochotniczej wyparły bolszewików z Kijowa. Po wejściu armii 16 października rozgorzał pogrom. Napastnicy wdzierali się do domów, grabili mienie i dokonywali mordów. U szczytu zamieszek na łamach gazet „Wieczernyje Ogni” oraz „Kijewlianin” – organów Czarnej Sotni – opublikowano artykuł oskarżający Żydów o strzelanie do żołnierzy w trakcie przejmowania miasta, podający listę personaliów. Komisja ustanowiona do zbadania tych zarzutów ustaliła wkrótce, że zostały one sfabrykowane (m.in. wiele adresów nie istniało). W trwającej pięć dni fali przemocy pozbawiono życia 500-600 osób.
Do największej eskalacji przemocy doszło w podkijowskim Tetyjowie. 26 marca 1920 oddziały kozackie rozproszyły się po mieście i zaczęły zabijać żydowskich mieszkańców. Kompleks synagogalny, na którego poddaszu skryło się około 1500 osób, został podpalony. Większość udusiła się dymem, a uciekających przez okna uśmiercano. Część chłopów współuczestniczyło w procederze, zabijając Żydów lub wydając ich w ręce napastników i ładując zrabowane mienie na wozy. Na 7 tysięcy żydowskich mieszkańców Tetyjowa zginęło 4-5 tysięcy, zaś prawie całe miasto zostało zrujnowane.
Niektóre miejscowości doświadczały pogromów z kilku stron. Takim miastem była Biała Cerkiew, w której Żydzi byli obiektem przemocy kolejno oddziałów ukraińskich, następnie chłopskich grup atamana Zelenego, a na koniec – oddziałów kozackich w Armii Białych. Całkowitą liczbę ofiar pogromów pomiędzy 1919 a 1920 rokiem podaje się na 300-850 osób.

## Bilans i następstwa

### Liczba pogromów
Według szacunków historyka J.L. Dekel-Chena, w latach 1917–1918 doszło do 90 pogromów. Badacz O. Budnitskii podaje, że pomiędzy 1918 a 1920 doszło na Ukrainie w sumie do 1500 pogromów w ponad 1300 miejscowościach. Z kolei według Miltona Klega tylko w 1919 roku liczba pogromów na Ukrainie wyniosła 1326.

### Szacunki liczby ofiar
Pogromy żydowskiej ludności cywilnej na Ukrainie w latach 1918–1920 były prawdopodobnie największym przed Holocaustem mordem skierowanym przeciwko Żydom, licząc od czasów rzymskich. Po raz pierwszy w historii współczesnej Europy umundurowane siły zbrojne dokonały mordów na ludności cywilnej na tak masową skalę.
Według różnych źródeł życie straciło między 50 a 250 tysięcy osób. Liczba 50-60 tysięcy ofiar podawana jest jako ograniczenie dolne. Eli Heifetz, przewodniczący Wszechukraińskiego Komitetu Pomocy Ofiarom Pogromu, w 1921 roku na podstawie dostępnych mu danych szacował liczbę zabitych na 120 tysięcy. Do tych samych wniosków doszedł w 1999 roku David Vital. Według oszacowań Manusa Midlarsky’ego i Yitzhaka Arada z lat 2005 i 2009, liczba ofiar śmiertelnych wynosiła zaś 150 tysięcy. W szacunki te wliczono zmarłych w następstwie odniesienia ran oraz ofiary głodu i epidemii chorób zakaźnych, będących następstwem pogromów. Oleg Budnitskii w swej monografii wymienia 200 tysięcy ofiar jako szacunek górny. Z kolei według Petera Keneza liczba ofiar śmiertelnych wyniosła ćwierć miliona osób.

### Szacunki innych strat
Opierając się na częściowych raportach Czerwonego Krzyża, E. Heifetz oszacował, że straty materialne dotknęły ponad milion osób. Około 50-300 tysięcy dzieci zostało osieroconych, a pół miliona mieszkańców wypędzono z domów lub je opuścili. Według Z. Gitelmana, w latach 1918–1921 bez regularnego dochodu było 70–80% populacji żydowskiej, choć częściową przyczyną bezrobocia był sowiecki zakaz handlu prywatnego.

### Szacunki wkładu sił dokonujących pogromów
M. Midlarsky i O. Budnitskii podają, że według wcześniejszych oszacowań ukraińscy nacjonaliści Petlury odpowiadali za 54% ofiar, a rosyjska Armia Ochotnicza – za 17%, zaś wojska bolszewickie – 2%. Jednak według statystyk nowszych, przeprowadzonych po otwarciu archiwów rosyjskich, odsetek zabójstw z rąk Armii Ochotniczej może osiągać nawet 50%.

### Skutki polityczne
Wszystkie grupy zbrojne dokonywały pogromów na Żydach i rozpowszechniały antysemityzm. Jedynie wśród bolszewików liczba pogromów była względnie niewielka, zaś propaganda sowiecka zwykle nie wykorzystywała klisz antyżydowskich. Sytuacja ta sprawiła, że pewna część Żydów niejako z konieczności zaczęła popierać bolszewików, mimo wyraźnych różnic w światopoglądzie i stylu życia. Niekiedy po pogromie z rąk sił Białych żydowscy mieszkańcy uchodzili bezpośrednio do stanowisk sowieckich, szukając tam schronienia. W ten sposób zarzut środowisk Białych o poparcie Żydów dla komunizmu, pierwotnie zmyślony, stawał się częściowo samopotwierdzającą się przepowiednią.
Jednak według M. Midlarsky’ego w 1922 roku spośród 1 773 000 ukraińskich Żydów tylko 8250 osób określało się jako komuniści, zaś 5% sowieckich komunistów określała się jako Żydzi.